# Baszkówka
Baszkówka — метеорит, що належить до класу звичайних хондритів, маса якого становить близько 15,7 кг. Його падіння відбулося 25 серпня 1994 року на території села Башкувка поблизу П'ясечна.
Метеорит Baszkówka відомий із лиш одного екземпляра. Його аналіз доводить, що цей екземпляр є єдиним уламком метеорита, який не зруйнувався під час падіння крізь атмосферу. Хондри мають порфірну форму, при якій кристали утворюються з пікотиту та олівіну, розташованих у матриці, багатій на камасит та троїліт. Хондри становлять 30 — 50 % об'єму всього зразка, а у величину сягають 4 мм. Вік, визначений за допомогою калій-аргонової радіометрії, становить 3,8 мільярда років.
Метеорит Baszkówka зберігається в Державному геологічному інституті в Варшаві.